# Архимандрит Самуило (Јаковљевић)
Самуило Јаковљевић (Подгора, Нови Пазар, 7. децембар 1760 — Цариград, 26. август 1824) био је архимандрит студенички.

## Биографија
Када је избио Први српски устанак 1804. године, борио се у редовима устаника. После пропасти устанка прешао је са осталима у Срем. 1815. године вратио је се у Србију у манастир Каленић. Био је на челу депутације коју је кнез Милош Обреновић 1820. године послао са политичком мисијом у Цариград, коју су затвориле турске власти 1821. године, након избијања Грчког устанка. Умро је у турском затвору.
У петој депутацији коју је кнез Милош Обреновић послао у Цариград 1820. године налазио се архимандрит манастира Каленић. Београдски везир тражио је да у депутацији буду кнез и његова браћа, али се Милош вешто извукао будући да Турцима није веровао. Уместо себе и браће у депутацију је укључио побратима Димитрија Ђорђевића и архимандрита Самуила. Да би Самуила представио као ближег сродника, он је везиру писао да су „од два брата деца“, а не да му је синовац. Због устанка у Грчкој депутација је преживљавала тешке тренутке у Цариграду, допавши и затвора. Скоро сви чланови депутације су се разболели, али је само Самуило подлегао болести 26. августа 1824. године. Сахрањен је на босфорској обали у Хаскеју (en:Hasköy, Beyoğlu) код цркве свете Петке. Његове ствари пренете су из Цариграда у Србију, али не и кости. Кнез Милош му је поставио надгробну плочу са натписом. На надгробној плочи, између осталог пише:
"Пречестњејшем Самуилу монастира Каленића, православному архимандриту, серпскоме примерноме отечествољупцу, от књазја и народа српскаго ...".
Иако је тешко живео у Цариграду, Самуило се сећао својих стричева, кнеза Милоша, Јована и Јеврема, па им је послао на дар по једну сеџаду. Кнез му се одужио на тај начин што је наредио да се четрдесет дана помиње његово име у свим црквама.